# Доулетабад (Альборз)
Доулетабад (перс. دولتآباد‎) — село на севере Ирана, в остане Альборз. Входит в состав шахрестана Назарабад. Является частью дехестана (сельского округа) Неджмабад бахша Меркези.

## География
Село находится в южной части Альборза, к югу от гор Эльбурс, на расстоянии приблизительно 22 километров к западу от Кереджа, административного центра провинции. Абсолютная высота — 1276 метров над уровнем моря.

## Население
По данным переписи 2006 года население села составляло 613 человек (322 мужчины и 291 женщина). В Доулетабаде насчитывалось 152 домохозяйства. Уровень грамотности населения составлял 74,71 %. Уровень грамотности среди мужчин составлял 79,19 %, среди женщин — 69,76 %.